# Brassavola ceboletta
Brassavola ceboletta är en orkidéart som beskrevs av Heinrich Gustav Reichenbach. Brassavola ceboletta ingår i släktet Brassavola och familjen orkidéer. Inga underarter finns listade i Catalogue of Life.